# Cuerpo de Caballería Calmuco
El Cuerpo de Caballería Calmuco (en alemán: Kalmücken-Kavallerie-Korps, abreviado como KKK) era una unidad de aproximadamente 5.000 voluntarios de calmucos que eligieron unirse al Ejército alemán durante la Segunda Guerra Mundial en 1942 en lugar de permanecer en Kalmukia cuando las fuerzas alemanas se retiraron ante el Ejército Rojo. En 1943, Stalin declaró posteriormente que la población de Kalmyk en su conjunto eran colaboradores alemanes y los deportó a Siberia sufriendo una gran pérdida de vidas.

## Historia

### Orígenes
Cuando Erich von Manstein dirigió la 16.ª División de Infantería Motorizada en Kalmukia a principios de 1942, ya tenía algunos asesores de calmucos de un comité reunido por Goebbels con fines de propaganda. Estos fueron complementados por otros calmucos que se habían establecido en Belgrado después de su vuelo con los emigrados rusos blancos después de la Revolución Rusa de Octubre.

### Organización
El Cuerpo de CaballerÍa Calmucano actuó dentro de la Wehrmacht alemana como una fuerza aliada independiente con todas las posiciones de liderazgo tomadas por los calmucos. La mayoría de los oficiales eran calmucos, con experiencia militar soviética previa. Unos pocos alemanes que estaban presentes dentro del cuerpo desempeñaban solo funciones auxiliares y administrativas. 
A diferencia de la mayoría de las otras divisiones voluntarias nacionales, el Cuerpo de Caballería Calmuco incorporó voluntarios genuinos dispuestos a luchar junto con los alemanes. Las otras divisiones nacionales dependían de reclutas de los campos de prisioneros de guerra. Más calmucos lucharon en el cuerpo de caballería calmucano que en unidades comparables del Ejército Soviético.

### Acciones militares
El Cuerpo de Caballería Calmuco luchó con la Wehrmacht detrás de las líneas, especialmente alrededor del Mar de Azov. A finales de 1944, las tropas de caballería sobrevivientes calmucanas, junto con sus familias, se retiraron con el ejército alemán. Cerca de 2.000 fueron a Silesia, Polonia y 1.500 a Zagreb, Croacia, donde fueron reorganizados para luchar contra los partisanos .

### Después de la guerra
Después de la guerra, casi todos los soldados calmucos sobrevivientes junto con las familias que los acompañaron fueron repatriados por la fuerza a la Unión Soviética. 
El pueblo calmuco fue deportado internamente durante 13 años como castigo por colaborar con alemanes.

## Estructura
| 1. Sede central del KKK | 2. Abteilung        | 3. II Abteilung         | 4. III Abteilung 5. IV | 5. IV Abteilung     | 6. VI Abteilung (detrás de las líneas enemigas) |
| ----------------------- | ------------------- | ----------------------- | ---------------------- | ------------------- | ----------------------------------------------- |
|                         | 2.1. 1.er escuadrón | 3.1. 5.º escuadrón      | 4.1. 3.er escuadrón    | 5.1. 2.º escuadrón  | 6.1. 9 ° escuadrón                              |
|                         | 2.2. 4.º escuadrón  | 3.2. 6.º escuadrón      | 4.2. 14.º escuadrón    | 5.2. 13 ° escuadrón | 6.2. 10 ° escuadrón                             |
|                         | 2.3. 7.º escuadrón  | 3.3. 12 ° escuadrón     | 4.3. 17 ° escuadrón    | 5.3. 19 ° escuadrón | 6.3. 11 ° escuadrón                             |
|                         | 2.4. 8 ° escuadrón  | 3.4. Vigésimo escuadrón | 4.4. 21° escuadrón     | 5.4. 22° escuadrón  | 6.4. 15° escuadrón                              |
|                         | 2.5. 18° escuadrón  | 3.5. 23° escuadrón      | 4.5. 25° escuadrón     | 5.5. 24° escuadrón  | 6.5. 16° escuadrón                              |

## Comandantes
| N.º | Rango          | Comandante         | Inicio          | Final             |
| --- | -------------- | ------------------ | --------------- | ----------------- |
| 1   | Sonderführer   | Othmar Rudolf Wrba | octubre de 1942 | julio de 1944     |
| 2   | Oberstleutnant | Pipgorra           | agosto de 1944  | diciembre de 1944 |
| 3   | Oberst         | Raimund Hoerst     | enero de 1945   | mayo de 1945      |